# Патрикеево (Московская область)
Патрике́ево — деревня в Раменском муниципальном округе Московской области. Входит в состав сельское поселение Ганусовское. Население — 84 чел. (2010).

## Название
В 1577 году упоминается как Патрекеево, в 1852 году — Петрикеево, с 1862 года — Патрикеево. Название связано с Патрикей, разговорной формой от календарного личного имени Патрий.

## География
Деревня Патрикеево расположена в юго-западной части Раменского муниципального округа, примерно в 25 км к юго-западу от города Раменское. Высота над уровнем моря 135 м. Рядом с деревней протекает река Гнилуша. Ближайший населённый пункт — посёлок Рылеево.

## История
В 1926 году деревня являлась центром Патрикеевского сельсовета Жирошкинской волости Бронницкого уезда Московской губернии.
С 1929 года — населённый пункт в составе Бронницкого района Коломенского округа Московской области. 3 июня 1959 года Бронницкий район был упразднён, деревня передана в Люберецкий район. С 1960 года в составе Раменского района.
До муниципальной реформы 2006 года деревня входила в состав Ганусовского сельского округа Раменского района.

## Население
| 1926 | 2002 | 2010 |
| ---- | ---- | ---- |
| 143  | ↘18  | ↗84  |

В 1926 году в деревне проживало 143 человека (56 мужчин, 87 женщин), насчитывалось 35 крестьянских хозяйств. По переписи 2002 года — 18 человек (5 мужчин, 13 женщин).